# Sarabanda (film)
Sarabanda è un film per la televisione realizzato da Ingmar Bergman nel 2003. Venne finanziato (e girato con tecniche digitali) da varie reti televisive europee, tra cui la Rai. È il sequel di Scene da un matrimonio (1973) dello stesso Bergman, del quale riprende i protagonisti a distanza di trent'anni esatti.
È l'ultimo film del regista, come affermato da lui stesso sul set durante le riprese.

## Trama
A trent'anni dal loro ultimo incontro, Marianne fa visita all'ex marito Johan. Il figlio di Johan, Henrik, è morbosamente legato a sua figlia Karin, giovane e promettente violoncellista.

## Riprese
Sarabanda fu girato interamente in digitale ad alta definizione con telecamere Thomson 6000 HDTV, da settembre a ottobre 2002: le riprese durarono 40 giorni.

## Titolo
Il titolo del film si riferisce a un movimento di danza che costituisce, fisicamente ed emotivamente, il cuore delle sei suite di violoncelli di Bach. In questo caso è la sarabanda della Quinta sonata per violoncello di Bach. Il film in effetti segue la struttura di una sarabanda: ci sono sempre due persone che si incontrano.

## Struttura
Il film si compone di dieci capitoli, un prologo e un epilogo:
- Prologo: Marianne mostra le sue fotografie
- 1. Marianne attua il suo proposito
- 2. È passata quasi una settimana
- 3. A proposito di Anna
- 4. Henrik fa visita al padre
- 5. Bach
- 6. Un'offerta
- 7. La lettera di Anna
- 8. Sarabanda
- 9. Momento cruciale
- 10. L'ora che precede l'alba
- Epilogo

## Musica
Altri brani oltre a quello che dà il titolo del film:
- Bach, sonata per organo n.1, primo movimento
- Bach, opera BWV 1117
- Bruckner, nona sinfonia, secondo movimento
- Brahms, quartetto per archi n.1, opera 51
- Schumann, quintetto per piano, due violini, viola e violoncello, opera 44.

## Distribuzione italiana
Il film, coprodotto dalla Rai, è stato trasmesso in Italia in orario notturno da Rai3 (nella trasmissione "Fuori Orario") l'11 settembre 2004, seguito da Scene da un matrimonio, ed in seguito sul canale satellitare Raisat Premium.